# Ca' Farsetti

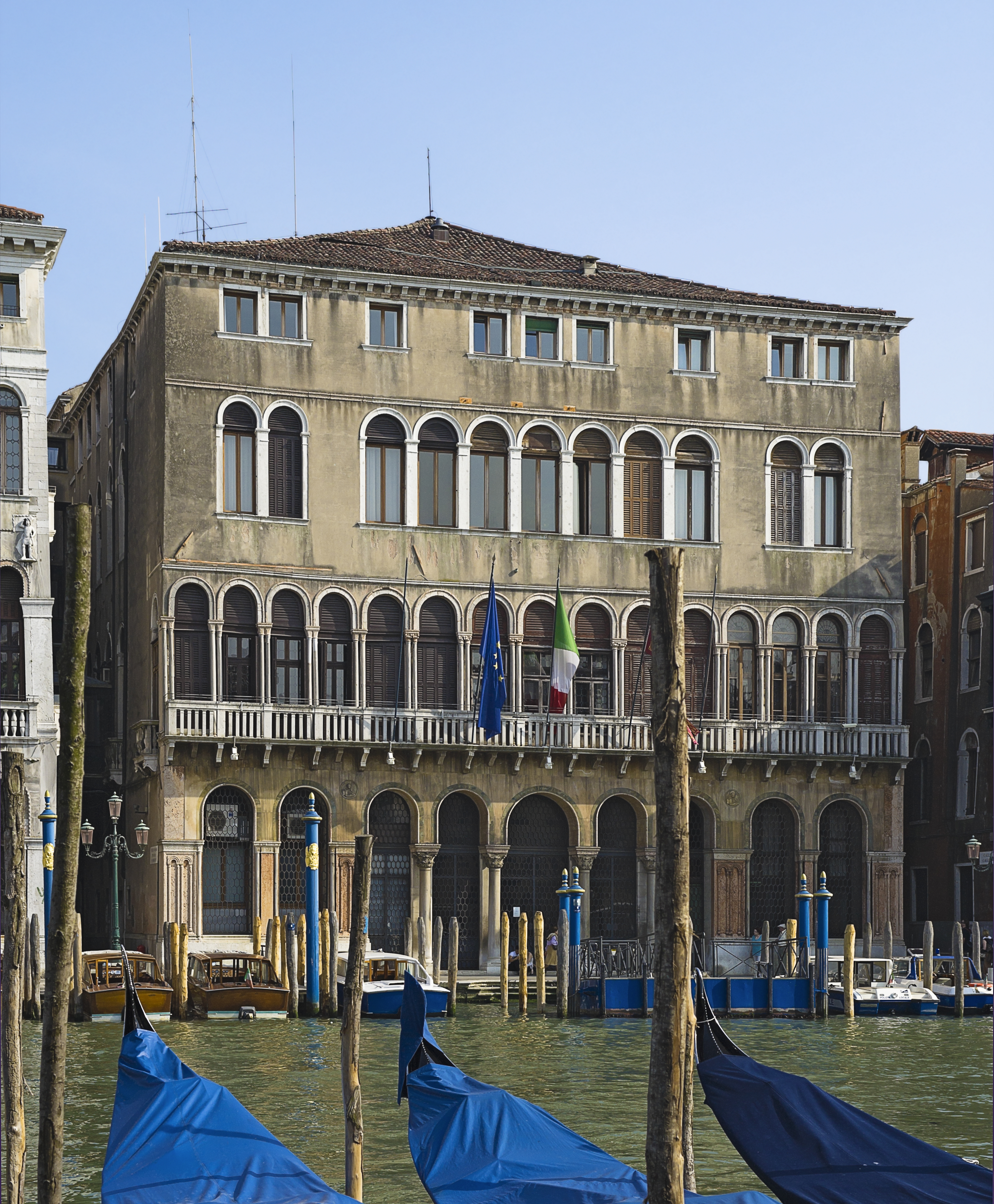
Ca' Farsetti văzut de pe Canal Grande.

Ca' Farsetti (sau Palazzo Dandolo Farsetti) este un palat din Veneția, situat în sestiere San Marco, cu vedere la partea stângă a Canal Grande, nu departe de Podul Rialto. Este sediul, împreună cu alăturatul Ca' Loredan, al primăriei orașului lagunar.

## Istoric
Palatul a fost construit în secolul al XIII-lea de către descendenții dogelui Enrico Dandolo, având inițial doar două etaje. Federigo Contarini, care a cumpărat clădirea în 1440, a mărit-o în înălțime, adăugându-i două etaje și aducând-o la dimensiunea actuală.
În jurul anului 1670 a fost achiziționat de familia Farsetti, care a stabilit aici în secolul al XVIII-lea un fel de centru cultural pentru intelectuali, artiști, cetățeni și turiști străini. În "muzeu" s-a aflat o bogată colecție de obiecte de artă din diferite epoci și de la diferite persoane, completată cu o bibliotecă bine aprovizionată.
Ultimul membru al familiei a fost Anton Francesco care, împovărat de datorii, a închis galeria în 1788 și a început să înstrăineze obiectele păstrate. Blocat imediat de magistrații statului, el a putut să-și reia vânzările după căderea Republicii Venețiene (1797). A murit în 1808, iar clădirea a fost cumpărată la licitație de către văduva Andriana da Ponte. Pentru un timp a funcționat aici hotelul "Gran Bretagna", dar, în 1826 clădirea a fost vândută administrației municipale a Veneției, care un an mai târziu a transformat-o în sediu al primăriei, rol pe care încă îl mai îndeplinește.

## Evenimente
La 27 septembrie 2014, vedeta americană de film George Clooney și activista britanică pentru drepturile omului Amal Alamuddin au fost căsătoriți oficial în Ca' Farsetti de Walter Veltroni, prietenul lui Clooney și fostul primar al Romei.

## Descriere
Palatul Farsetti este o clădire dispusă pe trei nivele, plus un mezanin: primele două sunt cele originale, cu loggia în stil venețian-bizantin de la nivelul canalului; etajul al doilea și mezaninul sunt rezultatul unor lucrări în stil renascentist. 
Parterul are un pridvor central închis, cu cinci arcade, sprijinite de patru coloane corintice, care sunt structural similare cu cea a adiacentei Ca' Loredan, de care Ca' Farsetti este legată pe partea stângă printr-un "pasaj". Fațada etajului principal se caracterizează prin cincisprezece deschideri cu arcade rotunde, unite printr-o balustradă lungă.
Sunt de remarcat scara de pe partea dreaptă, realizată în secolul al XVIII-lea la dorința lui Farsetti, și salonul de la etajul principal cu stucatură din același secol.